# Sarah Gregorius
Sarah Joelle Gregorius, née le 6 août 1987 à Lower Hutt, est une joueuse néo-zélandaise de football évoluant au poste d'attaquante. Internationale néo-zélandaise (86 sélections et 28 buts en novembre 2018), elle évolue en club au AS Elfen Saitama au Japon.

## Biographie
Son frère, Bernard Gregorius, est joueur de rugby à XIII ayant notamment évolué en France à Villefranche-de-Rouergue et Lézignan.
Gregorius participe avec la sélection néo-zélandaise des moins de 20 ans à la Coupe du monde de football féminin des moins de 20 ans 2006, jouant tous les matchs de groupe. Elle participe à la Coupe du monde de football féminin 2011, marquant un but lors du premier match de groupe contre les Anglaises.